# Irene Wan
Irene Wan, de son vrai nom Wan Bik-ha (溫碧霞, née le 30 juillet 1966), est une actrice, chanteuse et productrice hongkongaise.

## Biographie
Nommée au Hong Kong Film Award de la meilleure nouvelle actrice pour son rôle dans Lonely Fifteen (en), elle est remarquée pour sa beauté et sa prestation remarquable dans Everlasting Love (1983), avec Andy Lau et Loletta Lee, alors qu'elle est seulement âgée de 17 ans. Par la suite, elle donne de nouvelles prestations impressionnantes dans Love unto Waste (1986) et Rouge (1987) de Stanley Kwan.
Cependant, dans les années 1990, sa carrière cinématographique décline et elle accepte de jouer dans All of a Sudden (en) (1996) où elle apparaît nue pour la première et unique fois. Cependant, cette décision ne réussit pas à faire redémarrer sa carrière et elle joue ensuite dans diverses série sur TVB.

## Vie privée
Wan épouse l'homme d'affaires Kenneth Ho (何祖光) en 2000, et ils adoptent un garçon, Xavier Ho (何國倫), en 2010.

## Filmographie partielle
- Lonely Fifteen (1982)
- Happy Sixteen (1982)
- Possessed (1983)
- Everlasting Love (1983)
- Le Flic de Hong Kong 3 (1986)
- Caper (1986)
- Tiger Cage (1988)
- Rouge (1988)
- Fatal Vacation (1989)
- Bloody Brotherhood (1989)
- The Tigers (1991)
- Circus Kids (1994)
- Gentle Reflections (1994)
- All of a Sudden (1996)
- Burning Harbor（1998）
- Gods of Honour (série TV) (2001)
- A Tragic Room (2003)
- Magic Needle (série TV) (2005)
- Exodus (2007)
- The Drunkard (2010)
- 72 Heroes (2011)
- The Loan Shark (2011)
- Triad (2012)
- Impetuous Love in Action (2014)
- Love in Late Autumn (2016)
- 708090 (2016)
- The Fallen (2019)